# Nestani
Nestani (griechisch Νεστάνη (f. sg.)) ist ein Dorf im Gemeindebezirk Mandinia der Gemeinde Tripoli in der griechischen Region Peloponnes. Es bildet mit Milea und dem Kloster Gorgoepikoos eine Ortsgemeinschaft (Τοπική Κοινότητα).

## Lage
Das Dorf liegt östlich der A 7 (E65) an der Kreuzung der Landstraßen 61 und 62. Die Ortsgemeinschaft Nestani (Τοπική Κοινότητα Νεστάνης Topikí Kinótita Nestánis) liegt im Osten der Gemeinde Tripoli an der Grenze zur Gemeinde Argos-Mykene. Sie ist mit 49,554 km² die flächengrößte Ortsgemeinschaft des Gemeindebezirks Mandinia. Im Norden grenzen Sangas, Pikernis und Artemisio, im Westen Kapsas sowie im Süden Loukas an.